# هودسون (نيوهامشير)
هودسون (بالإنجليزية: Hudson, New Hampshire)‏ هي بلدة أمريكية تقع في الولايات المتحدة في هيلسبوروغ. يقدر عدد سكانها بـ 24,467 نسمة ومساحتها 75.8 كم2وترتفع عن سطح البحر 45 متر.